# Bienvenue en Sicile
Pour plus de détails, voir Fiche technique et Distribution.
Bienvenue en Sicile (In guerra per amore) est un film italien réalisé par Pierfrancesco Diliberto et sorti en 2016.

## Synopsis
À New York en 1943, Arturo, Sicilien émigré en Amérique, aime d'un amour partagé Flora, la petite-fille du propriétaire du restaurant où il travaille comme garçon, maladroit et sans le sou. Mais elle a déjà été promise par son oncle à Carmel, fils du bras droit de Lucky Luciano. Flora suggère à Arthur de demander la main directement à son père, et pense ainsi naïvement surmonter la volonté et les engagements de son oncle auprès de la mafia. Arturo accepte immédiatement, mais Flora lui signale que son père est en Sicile, et devant l'étonnement d'Arturo, lui demande s'il y a un problème. Arturo lui répond qu'il n'y a qu'une Deuxième Guerre mondiale : de fait, l'armée américaine se prépare au débarquement en Sicile. Avant de partir, il se prend en photo avec Flora pour disposer d'une preuve de leur amour.
Alors que Lucky Luciano s'entend avec les Américains pour faciliter leur débarquement en échange de l'impunité pour la mafia, Arturo se retrouve engagé dans l'armée américaine où on lui confie la garde des bêtes de somme. Comme l'agent secret chargé du premier contact avec les habitants, le lieutenant Catelli, s'est retrouvé parachuté sur le lit d'une jeune fille et aussitôt capturé par son père pour préserver sa réputation de virginité, les Américains transportent Arturo sur un âne par hélicoptère vers le village de Crisafulli, sous les yeux ébahis des habitants qui croient voir un âne voler. Mais Arturo tombe à son tour dans le lit de la jeune fille, et se fait lui aussi séquestrer par son père.
Il partage son étrange prison avec le lieutenant Catelli. Ils sont libérés par le major Vincent Maone qui commande le détachement. Pendant ce temps, depuis New York, Don Calo planifie avec son fils l'assassinat d'Arturo. Celui-ci cherche en vain les parents de Flora, qu'il sait habiter à Crisafulli. Il évite le peloton d'exécution à Saro et Mimmo qui ont volé ses chaussures à un soldat américain mort, et ceux-ci lui permettent de retrouver les parents de Flora. Il se fait prêter la veste de Catelli pour faire bonne impression, et il obtient leur consentement. Malheureusement, Catelli qui porte la veste d'Arturo est pris pour lui et est assassiné par les mafieux.
Mais maintenant, les gangsters sont au pouvoir, et Don Tano, le chef mafieux de Crisafulli, a été nommé maire sous l'égide du nouveau parti : la démocratie chrétienne. Arturo rentre aux États-Unis et apporte avec lui une lettre dénonçant les collusions avec la mafia que Catelli avait écrite pour le président Franklin Delano Roosevelt. Il la remet en personne au poste de garde de la Maison-Blanche, en indiquant au sergent de service que, étant donné l'importance du contenu, il est certain que le président va demander à l'interroger. L'histoire se termine avec la scène d'Arturo et de Flora (qui l'a rejoint), assis devant les grilles de la Maison-Blanche et attendant anxieusement un appel qui ne viendra jamais.
Juste avant le générique de fin sont présentés à l'écran des documents officiels des services secrets, au secret à présent levé, démontrant l'implication américaine active dans la restauration de la mafia en Sicile.

## Fiche technique
- Titre : Bienvenue en Sicile
- Titre original : In guerra per amore
- Réalisateur : Pierfrancesco Diliberto
- Scénario : Pierfrancesco Diliberto, Michele Astori, Marco Martani
- Producteur : Mario Gianani, Lorenzo Mieli Fausto Brizzi
- Maison de production : Wildside, Rai Cinema
- Photographie : Roberto Forza
- Montage : Clelio Benevento
- Musique : Santi Pulvirenti
- Chef décorateur : Marcello Di Carlo
- Costumes : Cristiana Ricceri
- Distribution en Italie : 01 Distribuzione
- Dates de sortie :
  -  Italie : 27 octobre 2016
  -  France : 23 mai 2018

## Distribution
- Pierfrancesco Diliberto : Arturo Giammarresi
- Miriam Leone : Flora
- Andrea Di Stefano : Philip Catelli
- Stella  Egitto : Teresa
- Vincent Riotta : James Maone
- Maurizio Marchetti : Don Calo'
- Sergio Vespertino : Saro
- Maurizio Bologna : Mimmo
- Antonello Puglisi : Agostino
- Samuele Segreto : Sebastiano
- Mario Pupella : Don Tano
- Orazio Stracuzzi : oncle Alfredo
- Lorenzo Patané : Carmelo
- Aurora Quattrocchi : Annina
- David Mitchum Brown : Franklin Roosevelt
- Forest Baker : général Patton
- Rosario Minardi : Lucky Luciano
- Salvatore Ragusa : Tommaso Lo Presti
- Domenico Centamore : Tonino

## Production
Le village de Crisafulli  n'existe pas, le film a été tourné à Erice, avec des scènes à la réserve naturelle des marais salants de Trapani et Paceco, à la Scala dei Turchi près de Realmonte, et aux grottes de Scurati près de Custonaci.
Le film rend hommage au photographe Robert Capa qui, près de Sperlinga, a pris un cliché célèbre, lorsque Arturo demande son chemin à un homme de petite taille et s'accroupit.